# 304 km (obwód smoleński)
304 km (ros. 304 км) – przystanek kolejowy w pobliżu miejscowości Słoboda-Połujewo, w rejonie poczinkowskim, w obwodzie smoleńskim, w Rosji. Położony jest na linii Briańsk – Smoleńsk.